# Mischocyttarus naumanni
Mischocyttarus naumanni är en getingart som beskrevs av Richards 1978. Mischocyttarus naumanni ingår i släktet Mischocyttarus och familjen getingar. Inga underarter finns listade i Catalogue of Life.